# Ortsbefestigung (Sulzbach am Main)

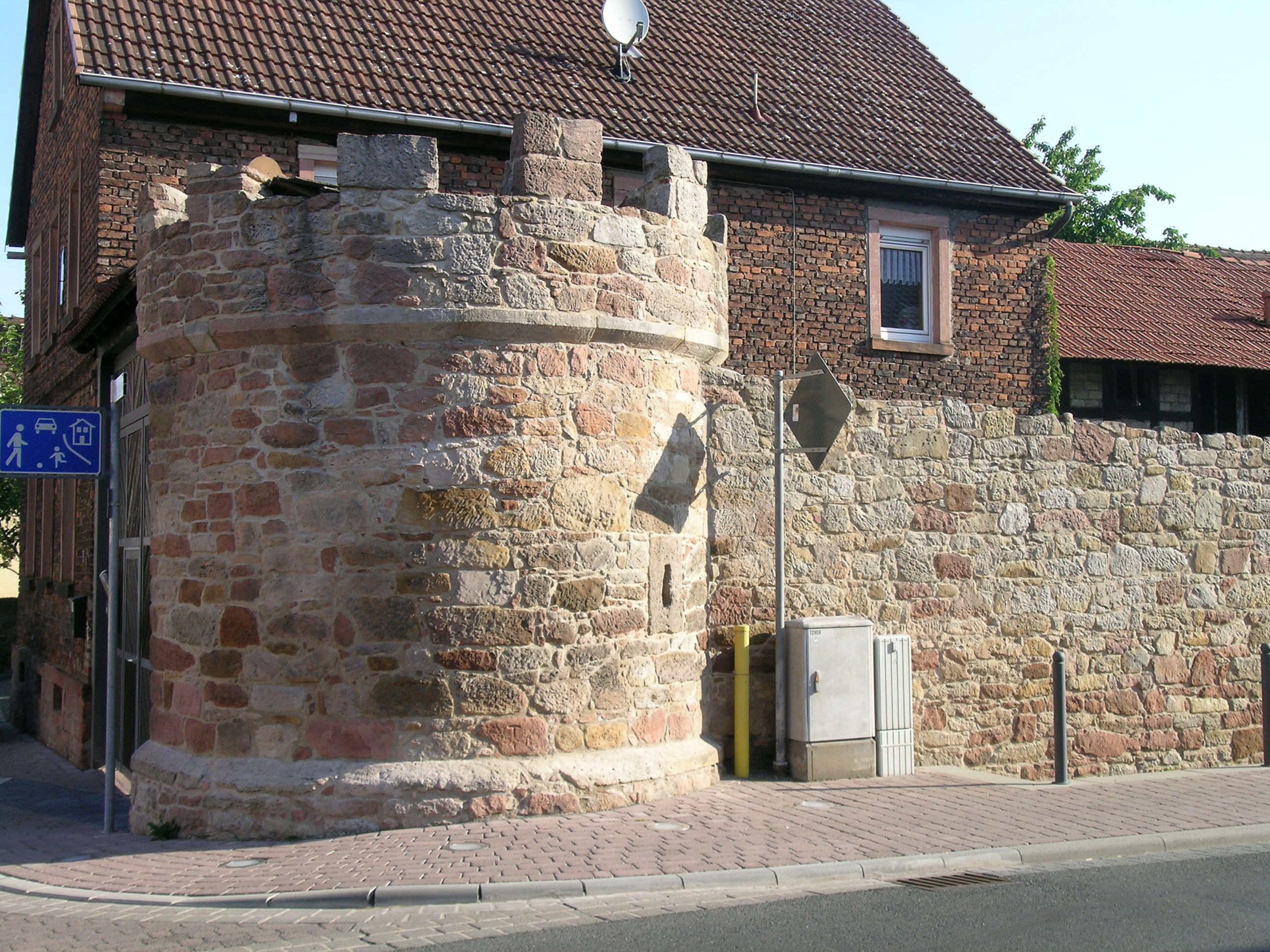
Rundturm und Mauer im Bereich des ehemaligen Südtors

Die Ortsbefestigung von Sulzbach am Main ist eine spätmittelalterliche Wehranlage, die als geschlossener Mauerring zum Schutz des Ortes errichtet wurde. Sie wies mit Doppeltürmen, Toren sowie Zwingern und Wehrpfaden hinter der Mauer typische Merkmale einer Stadtbefestigung auf. Die aus rotem Mainsandstein aufgebaute Mauer wurde 2012 bis 2015 aufwendig restauriert und steht unter Denkmalschutz (Aktennummer D-6-76-160-1).

## Lage

Ortsbefestigung in Sulzbach am Main

Die etwa einen Kilometer lange Ortsbefestigung umschloss im ausgehenden Spätmittelalter den damaligen Ort als Wehrbau. Das Obere Tor, das von zwei Rundtürmen flankiert war, befand sich im Süden (heute Einmündung der Pfortengasse in die Jahnstraße). Im Nordwesten wurde der Zugang über das Untere Tor kontrolliert (heute Übergang Hauptstraße/Bahnhofstraße), der ebenfalls von zwei Rundtürmen flankiert war. An der äußersten Ecke im Südosten der Ringmauer befand sich ein Rundturm ohne Durchlass in der Mauer (heute Jahnstraße).

## Geschichte
Die Datierung der Ortsbefestigung wurde um 1500 als geschlossener Mauerring angesetzt. Er umgab Gebäude und Gartenanlagen des damals etwa 500 Einwohner zählenden Ortes. Als Zugang waren ursprünglich zwei von Rundtürmen flankierte Toranlagen mit Zwinger vorhanden, die sich im Nordwesten und im Süden des Ortes befanden.
Durch die zunehmende Feuerkraft der Waffen reduzierte sich die Wirksamkeit der Befestigungsanlage, sie diente im Laufe der Zeit nur noch dem Schutz vor „Diebesgesindel und Bettlern“. Nach 1787 wurde im Südwesten ein weiterer Mauerdurchbruch vorgenommen und damit ein dritter Durchlass ohne Zwinger (Neues Tor) geschaffen. Im Ortsplan von 1849 ist der Verlauf der Wehrmauer sowie die Lage der Türme, Zwinger und Tore noch gut erkennbar.
Die Ausbreitung des Ortes, die zunehmende Industrialisierung und Veränderungen der Verkehrsverhältnisse waren der Grund dafür, dass immer mehr Mauerzüge abgerissen wurden. Die ersten Veränderungen erfolgten im Osten und Süden der Ortsbefestigung, spätere auch am westlichen Ortsrand.

## Baubeschreibung

### Mauerwerk

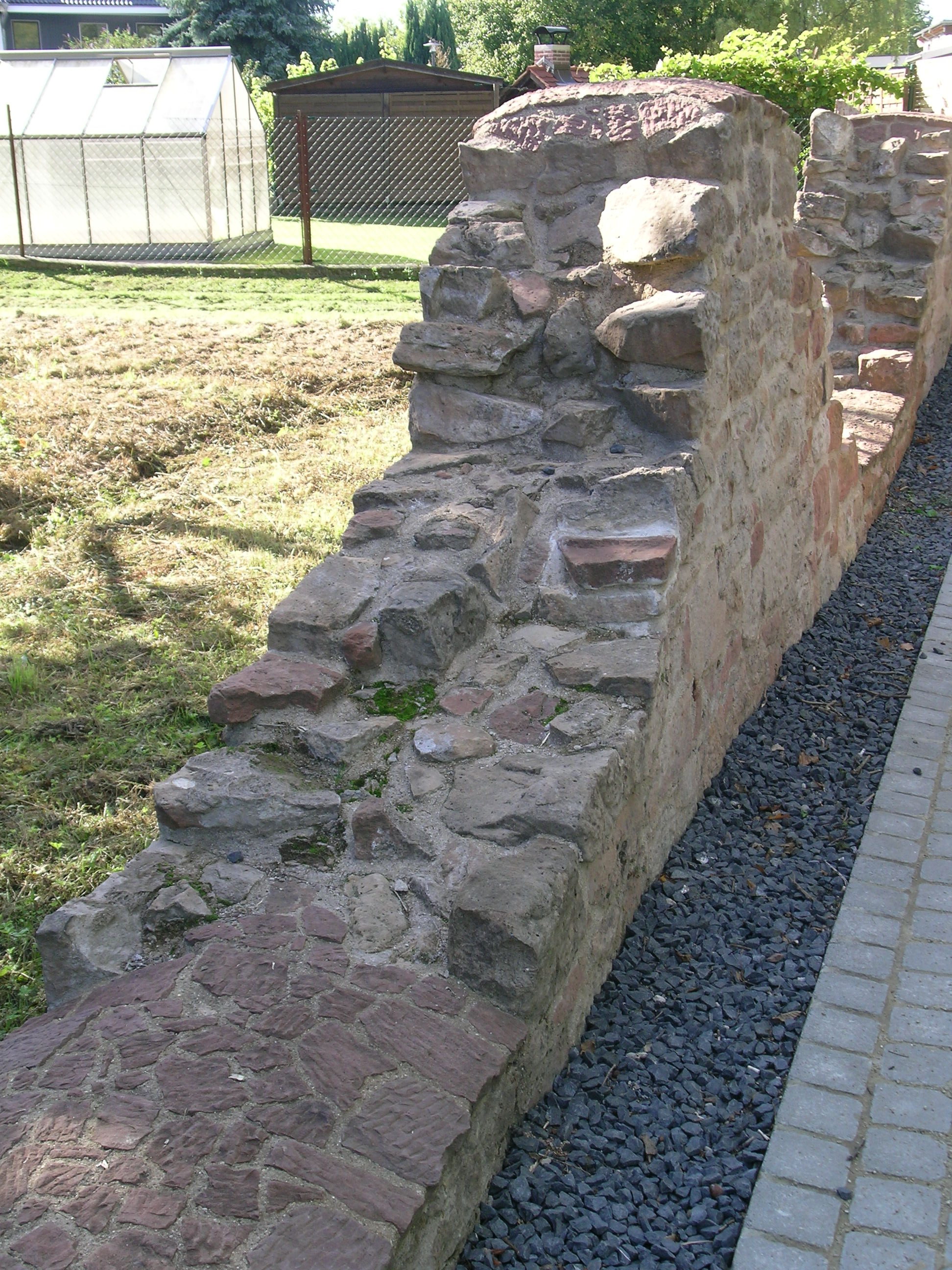
Teilweise abgetragene Mauer

Im Nordosten der Befestigung erkennt man an der dort teilweise abgetragenen Mauer deren Aufbau. Größere, auf der Außenseite flach behauene Sandsteine bilden die Mauerschale der etwa 0,75 Meter breiten Mauer. Das Innere ist mit kleineren Bruchsteinen ausgefüllt. Bindersteine, das heißt Steine, die von einer Seite der Mauer bis zur anderen Seite reichten, wurden nicht verarbeitet. Der Zusammenhalt wurde vielmehr über Ankersteine realisiert, die etwas weiter in das Innere der Mauer hineinragen. Die Fugen waren ursprünglich aus Kalkmörtel und ermöglichten so eine Abgabe von Feuchtigkeit.
In einigen Bereichen der Ortsbefestigung wurde im Rahmen archäologischer Untersuchungen nachgewiesen, dass mit zunehmender Höhe der Mauer vertikale Balken eingemauert wurden, auf die Bohlen gelegt wurden und damit als Gerüst dienten. Nach Fertigstellung wurden die Balken nicht vollständig entfernt, sondern abgesägt und verblieben somit als Rest in der Mauer. Mit der Zeit sind die Holzreste verrottet und die Gerüstlöcher übrig geblieben. Im Zuge der Instandsetzung wurden diese Löcher nicht vermauert.
Durch Materialabtrag sowie durch zahlreiche Veränderungen im Rahmen von Reparaturversuchen ist der genaue historische Aufbau der Mauerkronenabdeckung unbekannt. Es ist zu vermuten, dass die obere Abdeckung ehemals dachförmig ausgeprägt war, um einen Ablauf des Regenwassers zu gewährleisten. Einzelne Abdeckplatten geben Hinweise, dass die Mauer zum Teil begehbar war.
Entlang der Wehrmauer führte überall auf der Innenseite ein Pfad, der einen direkten Zugang zur Mauer erlaubte. Ob sich auf der Außenseite der Befestigung eine Grabenanlage oder ein freier Bereich ohne Bebauung und Bewuchs befand, ist nicht überliefert.

### Rundtürme und Tore

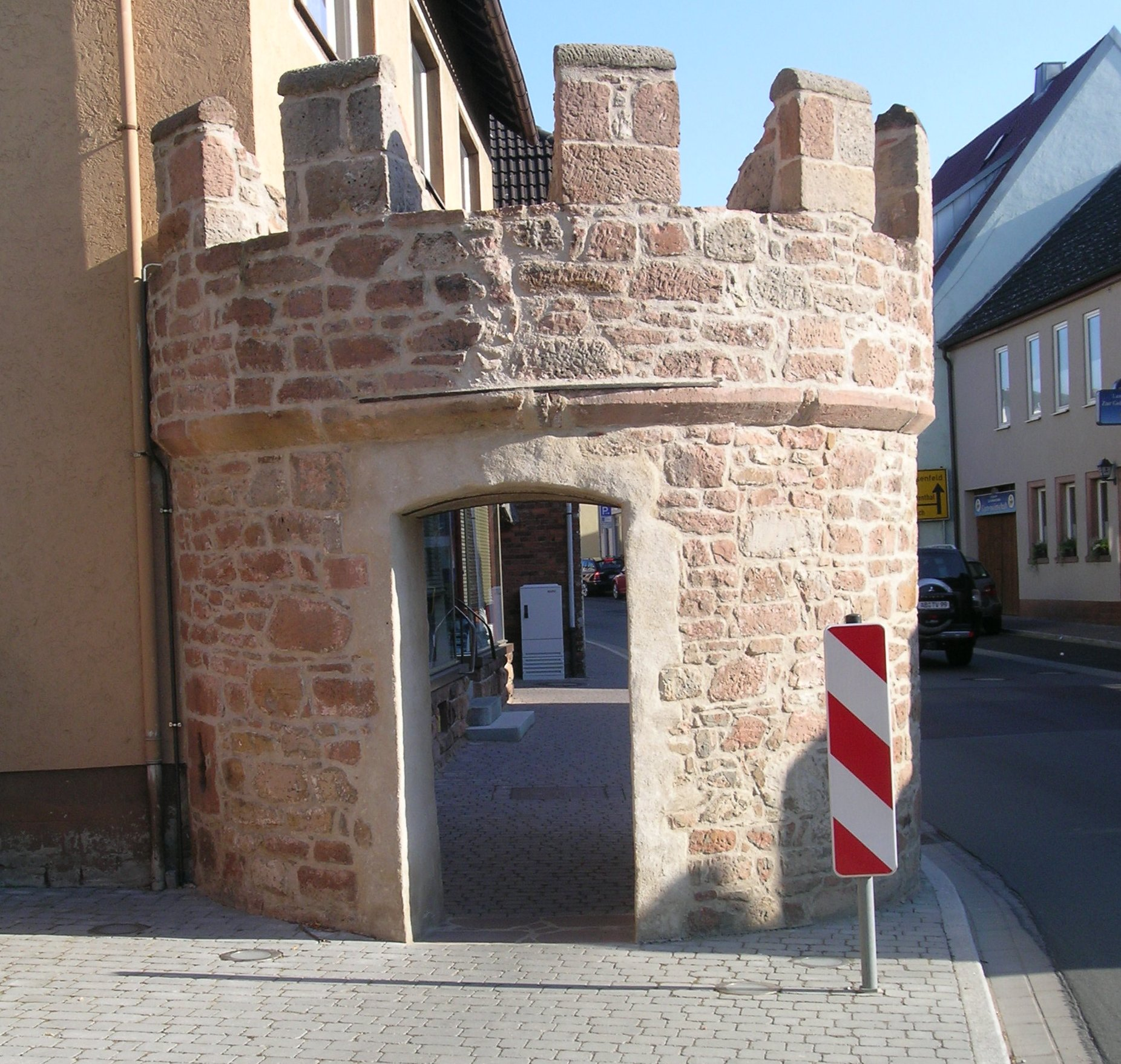
Rundturm an der Bahnhofstraße (St 2309)

Skizze der Torbefestigung mit Zwinger

Die ehemaligen Tore im Nordwesten und im Süden der Ortsbefestigung waren jeweils von zwei Rundtürmen flankiert. Alle Türme sind im oberen Teil mit Vorkragung über Gesims aufgebaut und teilweise mit Zinnen bewehrt. Sie hatten ursprünglich eine Höhe von mindestens 4,5 m. Durch Anhebungen des Bodenniveaus in der Umgebung ist der unterste Teil der Befestigung nicht mehr sichtbar und die Türme wirken deutlich gedrungener und kleiner. Ein archäologisches Fenster am Fuß des Westturms zeigt das ursprüngliche Bodenniveau zur Bauzeit der Anlage.
Die Türme waren als Schalentürme halbrund ausgebildet und zum Ort hin offen. Sollte der Turm erobert werden, konnte er von den Feinden nicht gegen den Ort verwendet werden. Grabungsarbeiten belegen, dass die eigentlichen Tore jeweils zurückgesetzt lagen, so dass vor dem Tor ein Zwinger entstand. So konnte der Feind vor dem Tor von mehreren Seiten durch die Schießscharten angegriffen werden.
Im Bereich der Rundtürme sind vorrangig vertikal angeordnete Schlüssellochscharten erhalten, während in der Mauer auch die waagerechte Form der Maulscharten zu finden ist. In einem der Rundtürme an der Bahnhofsstraße befindet sich eine Nische mit Madonnenfigur. Die ursprüngliche Sandsteinfigur Maria mit Kind (datiert in das 15. Jahrhundert) stand bis in die zweite Hälfte des 20. Jahrhunderts an dieser Stelle und wurde nach einem Raub durch eine Kopie ersetzt. Im Bereich der Bahnhofstraße wurden in den Rundtürmen nachträglich Durchgänge für Fußgänger geschaffen. Am Westturm des Nordtors wurde diese Öffnung inzwischen wieder verschlossen.

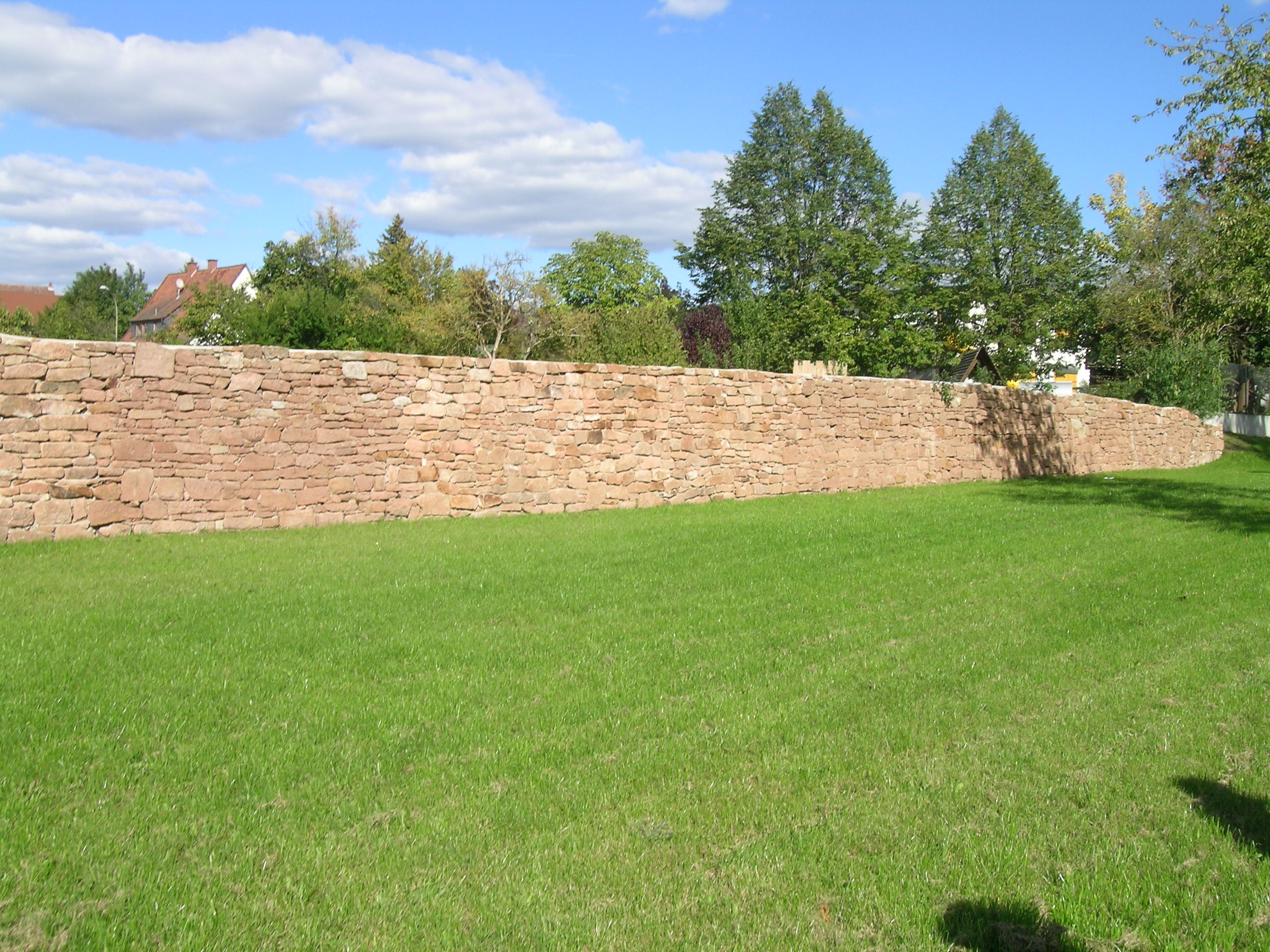
Ortsmauer im Norden
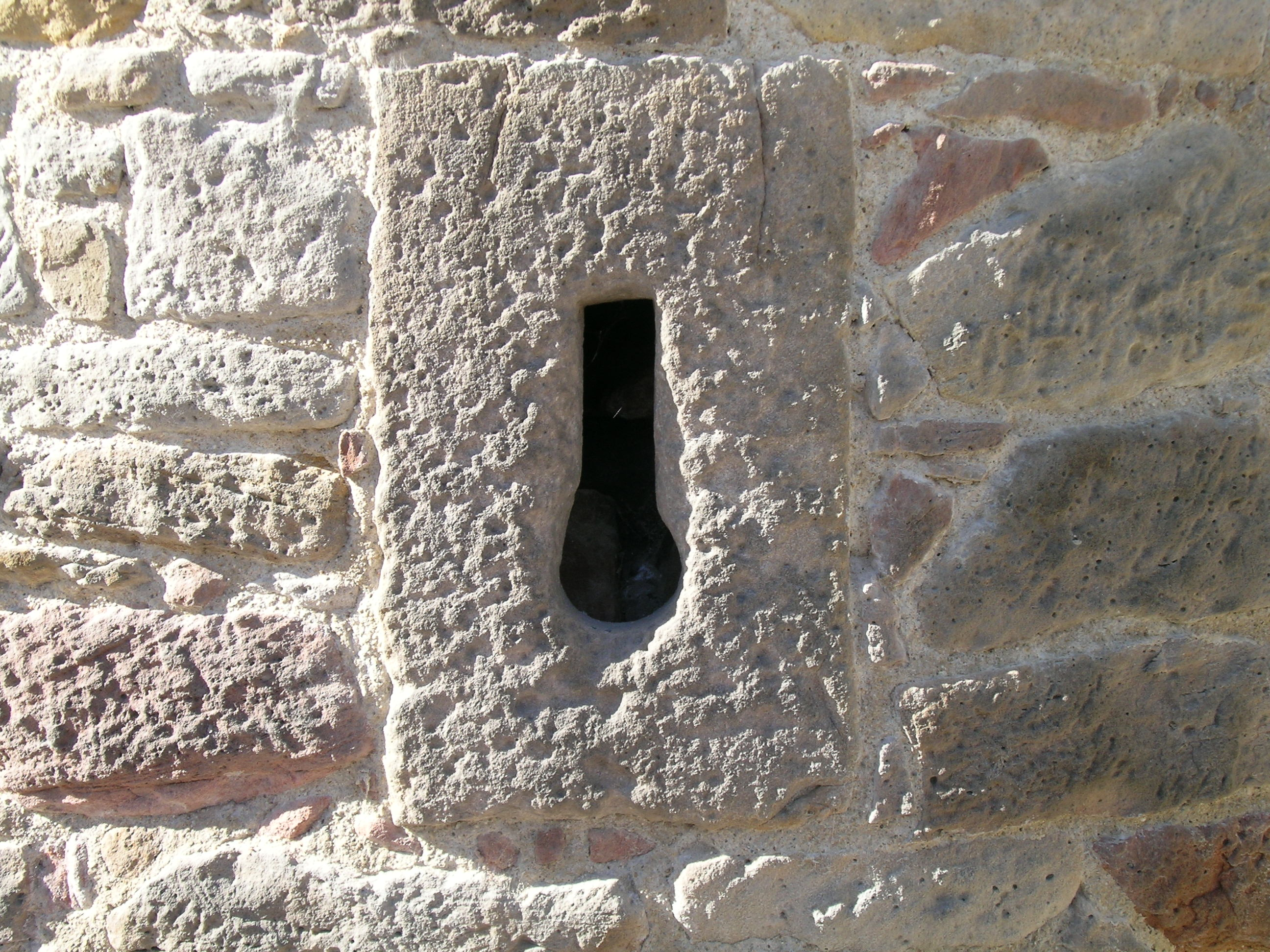
Schlüssellochscharte
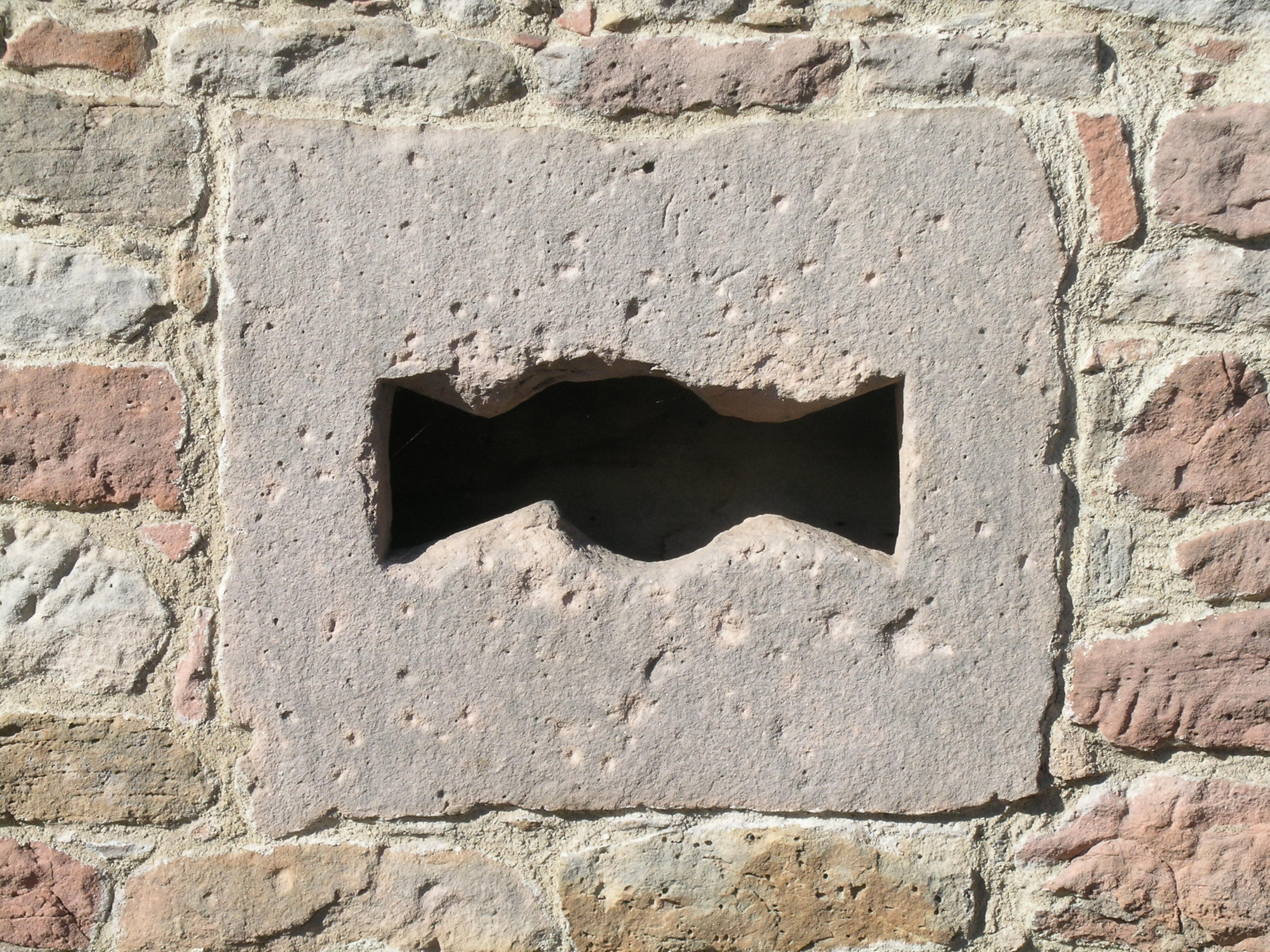
Maulscharte
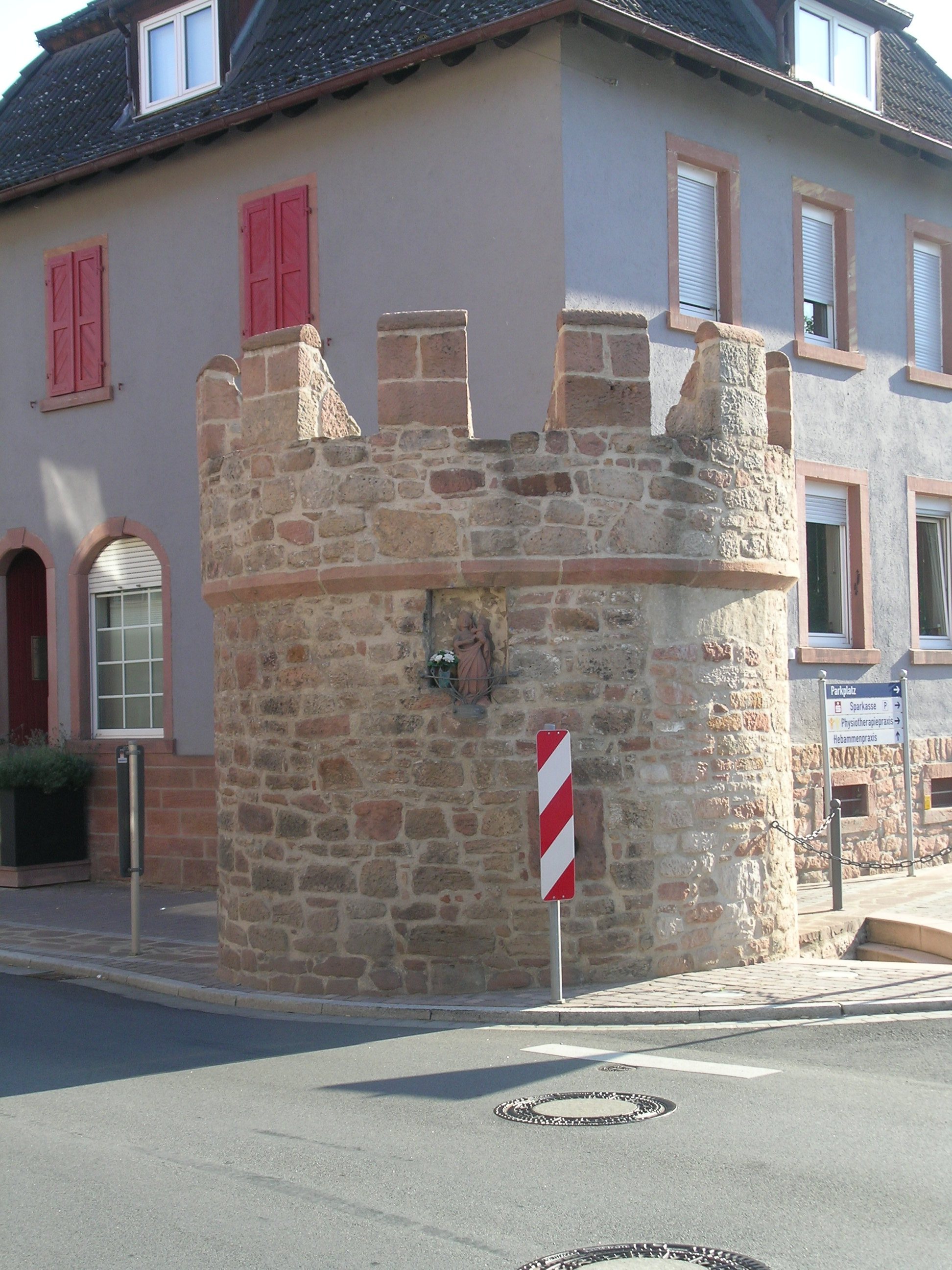
Rundturm Bahnhofstraße
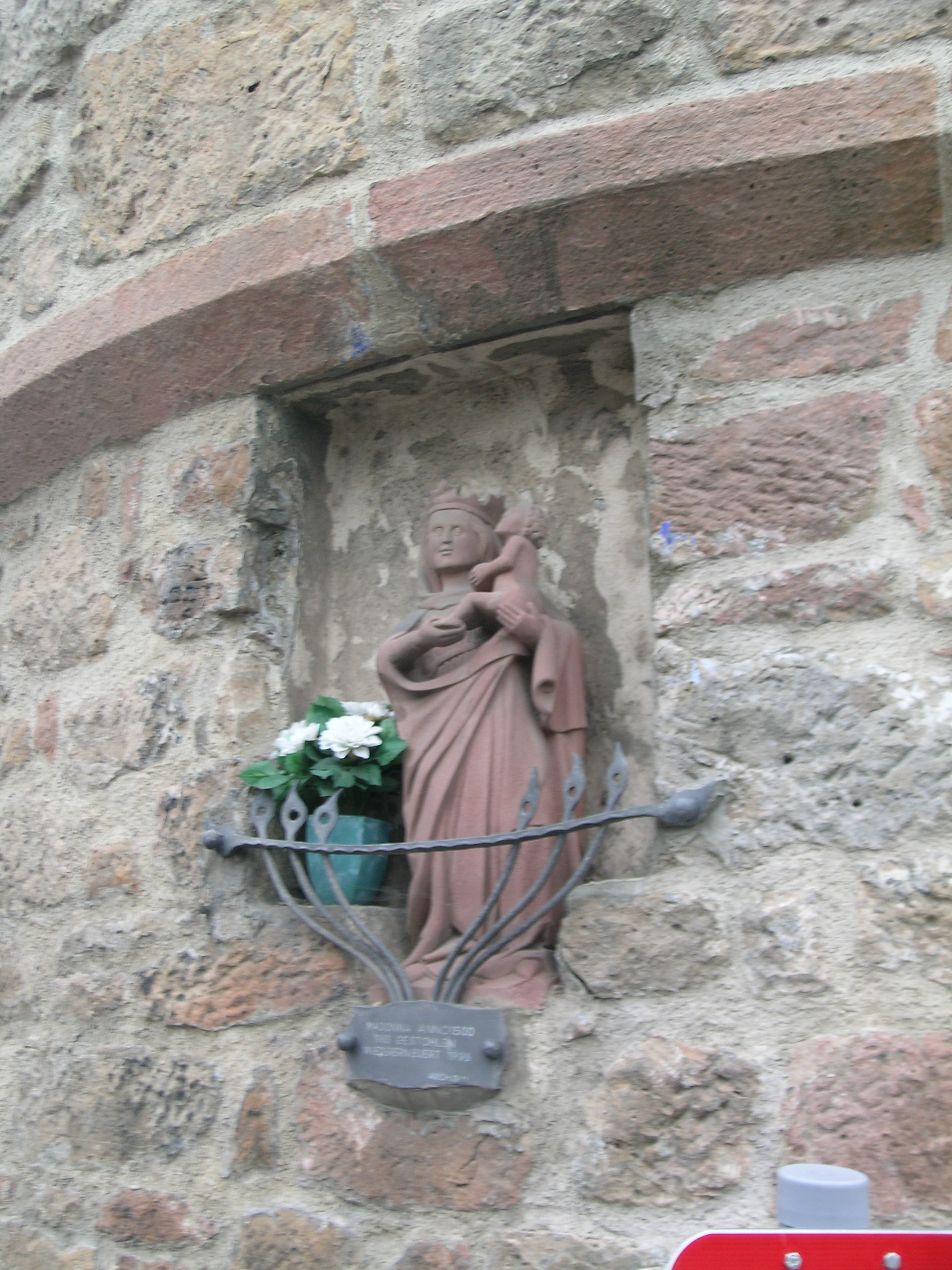
Madonnenfigur

## Kurioses
Bis 1850 endete die Spessartstraße im Osten ohne Durchgang an der Mauer. Um 1865 ist jedoch ein Loch in der Mauer überliefert, das es gestattete, einen Menschen durchschlüpfen zu lassen. Dieses Loch diente dazu, ohne großen Umweg zu dem an der Innenseite der Mauer gelegenen Gasthaus Zum Engel zu gelangen. Im Volksmund war die Verbindung zwischen Loch und Gasthaus so miteinander verknüpft, dass sich der Name Loch auch für das Gasthaus eingebürgert hatte, ohne eine negative Bewertung zu enthalten.

## Restaurierung und Auszeichnung

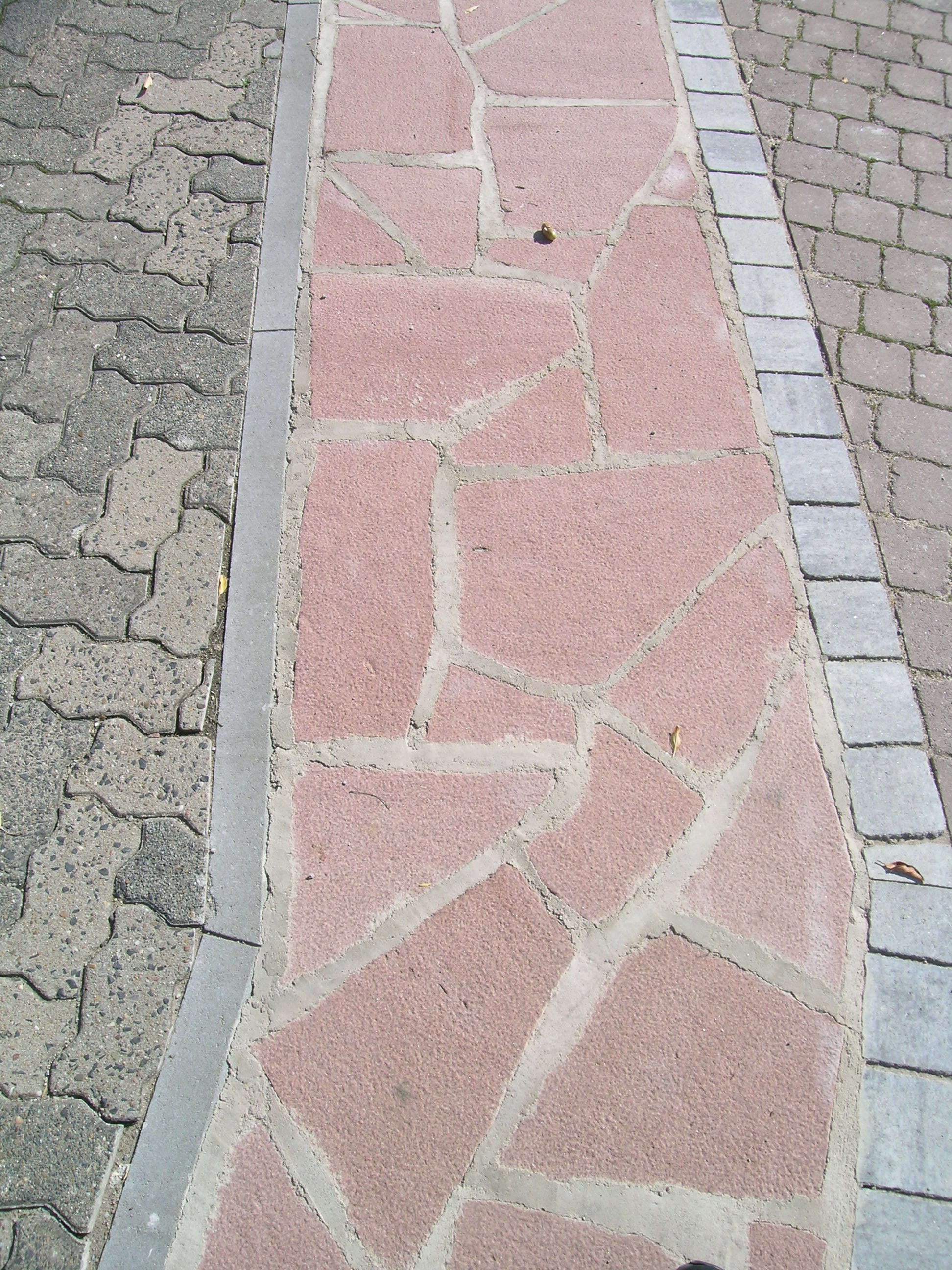
Markierung des Mauerverlaufs auf dem Gehweg

Bei der Restaurierung von 2012 bis 2015 wurden die noch existierenden Bereiche der Befestigungsanlage in dem jeweiligen Bauzustand erhalten, neuzeitliche Reparaturversuche und Veränderungen jedoch entfernt. Die Höhe der Mauer entspricht jeweils dem Zustand vor der Restaurierung. Um ein Eindringen von Wasser in die Mauer zu verhindern, wurde der obere Bereich im Inneren mit Asphalt abgedichtet und die Mauerkronenabdeckung mit neuen Sandsteinen in leicht abgerundeter Form abgeschlossen. Die vom Bayerischen Landesamt für Denkmalpflege in Thierhaupten entwickelte neue Technik verhindert ein Eindringen von Wasser, erlaubt aber gleichzeitig eine gewisse Flexibilität und verhindert dadurch die Rissbildung.
Am Westturm des nördlichen Tors wurde die in den 1960er Jahren durchgebrochene Fußgängeröffnung geschlossen. Im Bereich der Türme wurde der Sockel freigelegt, um einen Eindruck von der ursprünglichen Höhe von Turm und Mauern vor Anhebung des Bodenniveaus der Umgebung zu erhalten.
Von der Ortsmauer selbst existieren noch große, aufwändig restaurierte Bereiche im Norden und Osten. Im Süden ist rechts und links des ehemaligen Oberen Tors ein insgesamt etwa 100 Meter langer Abschnitt der Befestigungsanlage erhalten. Aufgrund der Ausbreitung des Ortes, der zunehmenden Industrialisierung und von Veränderungen der Verkehrsverhältnisse wurden ab dem Ende des 19. Jahrhunderts immer mehr Mauerabbrüche vorgenommen. Speziell die Mauerzüge im Westen (parallel zur Hinteren Dorfstraße) und im Bereich der St.-Margareta-Kirche wurden dabei abgerissen. Der ursprüngliche Verlauf der Mauer wurde dort bei der Neuanlage des Gehwegs an vielen Stellen durch eine spezielle Pflasterung mit Bruchsteinen gekennzeichnet.
Die vorbildliche Sanierung der Maueranlage wurde mit dem Sparkassen-Baupreis 2014 der gemeinnützigen Stiftung der Sparkasse Miltenberg-Obernburg ausgezeichnet. Die offizielle Einweihung der Anlage und der Schautafeln erfolgte am 24. Juni 2016, während am 25. Juni der eigentliche Festbetrieb mit Führungen stattfand.